# Onlusten in Jaffa

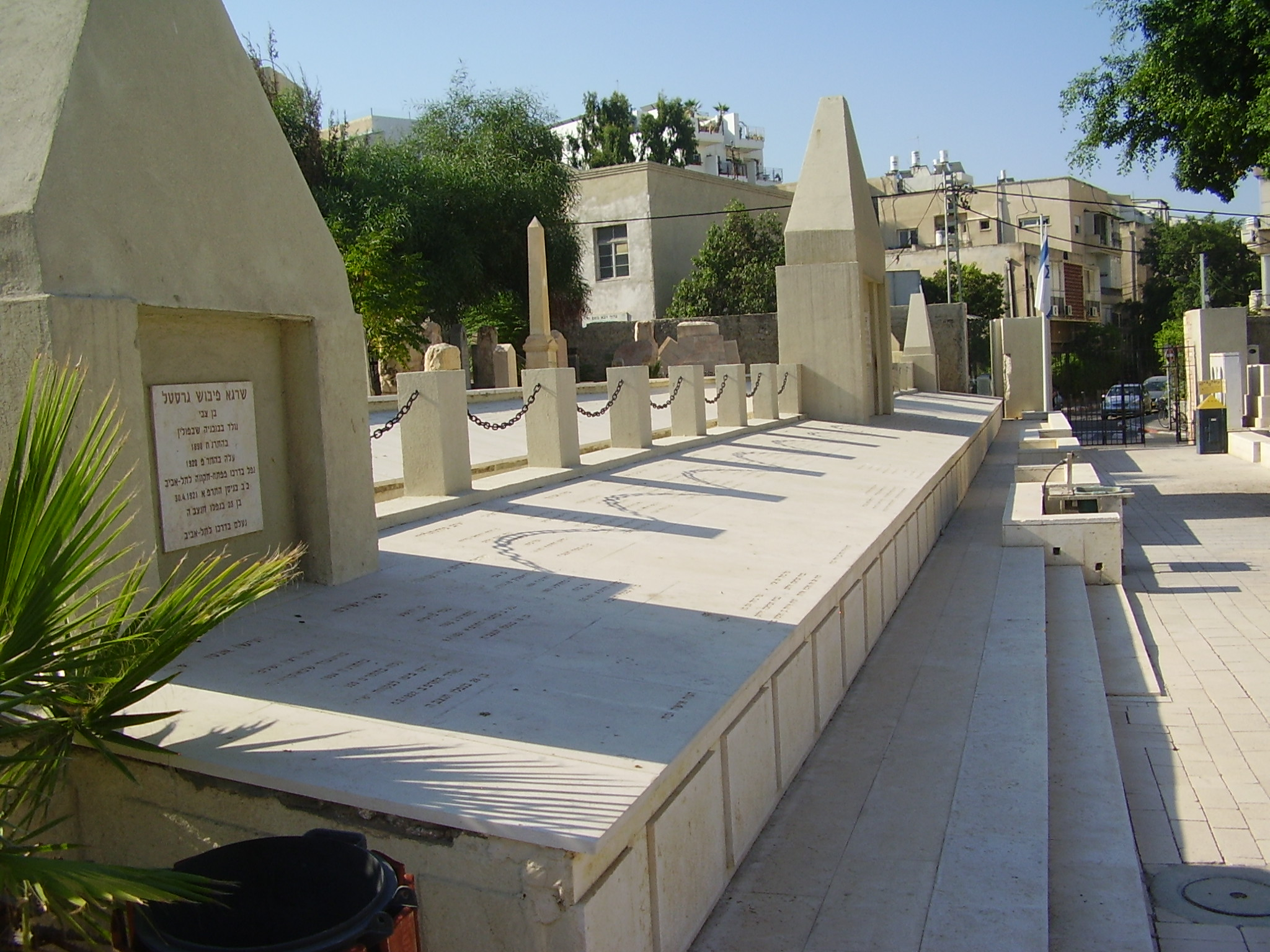
Massagraf voor de Joodse slachtoffers

Van 1 tot 7 mei 1921 vonden grootschalige onlusten in Jaffa plaats in het Mandaatgebied Palestina. Hierbij kwamen 95 mensen om het leven en vielen meer dan 200 gewonden.

## Verloop
In de aanloop naar de dag van de Arbeid verspreidde de Joodse communistische partij op 30 april pamfletten in het Hebreeuws, Jiddisch en in het Arabisch waarin werd opgeroepen tot het houden van een 1 mei-mars van Jaffa naar Tel-Aviv, het omverwerpen van de Britse heerschappij en de vestiging van een Sovjet-Palestina. Arabische notabelen beklaagden zich daarover bij Sir Herbert Samuel. Op dezelfde dag hield de socialistische Joodse Achdut HaAvoda ook een 1 mei-parade, die door de Britse autoriteiten was toegestaan. Toen de twee optochten elkaar kruisten ontstonden vechtpartijen. Tijdens die vechtpartijen vielen ook schoten.
Onder de Arabische bevolking ontstond het gerucht dat Arabieren door Joden werden aangevallen. Daarop kwam een pogrom op gang tegen Joodse winkels, woningen en voorbijgangers. Mannen, vrouwen en kinderen werden met slag- en steek- en vuurwapens vermoord. Ook vonden talrijke verkrachtingen plaats, ook van minderjarigen. Een hotel met een honderdtal Joodse immigranten werd door een Arabische menigte aangevallen, waarbij ook Arabische politie-agenten de Joodse bewoners beschoten. Van Joodse kant kwam het tot wraakacties tegen de Arabische burgerbevolking. Vanuit Tel Aviv bewapende de Joodse kolonel Margolin zijn oude manschappen van het voormalige Joodse Legioen om Tel Aviv te verdedigen.
De Britse gouverneur Herbert Samuel stelde de avondklok in, liet versterkingen uit Egypte komen en liet ook bombardementen uitvoeren door de Royal Air Force om de onlusten onder controle te krijgen.
Bij de onlusten kwamen 47 Joden, waaronder schrijver Yosef Haim Brenner, en 48 Arabieren om het leven. 146 Joden en 73 Arabieren raakten gewond. De meeste Arabische slachtoffers vielen door Britse pogingen om de orde te herstellen.

## Gevolgen
Als gevolg van de onlusten vluchtte een groot deel van de Joodse bevolking naar Tel-Aviv, waar voor hen tentenkampen op het strand werden ingericht. Samuel stelde een onderzoekscommissie naar de onlusten in onder Thomas Haycraft van het Palestijnse hooggerechtshof. Het onderzoek bevestigde dat de Arabische politie deel had genomen aan het pogrom en gaf de Arabische onvrede over de Joodse immigratie aan als achterliggende oorzaak van de onlusten aan.
Na de onlusten werd het voornamelijk Joodse Tel-Aviv bestuurlijk afgesplitst van het gemengde Jaffa, dat ongeveer 45.000 inwoners had, waarvan ongeveer 25% christen, 25% joods en 50% moslim was.
Ook werd de immigratie van Joden tot nader order stopgezet.